# George S. Patton
George Smith Patton Jr. (11 tháng 11 năm 1885 – 21 tháng 12 năm 1945), còn được gọi là George Patton III, là một vị tướng, nhà chỉ huy quân sự nổi tiếng của Lục quân Hoa Kỳ trong Chiến tranh Thế giới lần II trong các chiến dịch ở Bắc Phi, Sicilia, Pháp và Đức, 1943–1945. Trong Chiến tranh thế giới thứ nhất, ông trở thành một trong những chỉ huy đầu tiên của binh chủng xe tăng của Hoa Kỳ. Trong Chiến tranh thế giới thứ hai, ông chỉ huy các đơn vị chủ yếu ở Bắc Phi, Sicilia, và Châu Âu. Bức ảnh phổ biến của "Old Blood and Guts" tương phản với chân dung về một nhà lãnh đạo tài trí được mô tả bởi các sử gia.

## Những năm thiếu thời
George Patton từ bé đã mong muốn trở thành một anh hùng chiến tranh. Suốt thời trẻ, Patton nghe hàng ngàn câu chuyện về những chiến thắng vang dội của tổ tiên trong cuộc Nội chiến và Cách mạng Mỹ. Để nối gót cha ông, Patton đăng kí vào Học viện Quân sự Virginia năm 1904. Một năm sau, ông tham gia Học viện quân sự West Point danh tiếng và tốt nghiệp vào năm 1909.
Năm 1910, Patton cưới Beatrice Ayer, một cô gái quen từ lúc nhỏ. Patton có năng khiếu thể thao và thậm chí năm 1912, ông tham gia Olympic tại Stockholm và đứng thứ 5 chung cuộc môn đấu kiếm. Trong thời gian học tập ở Kansas, Patton dạy môn đấu kiếm. Nhiều người nói về Patton giai đoạn này là một chàng trai máu lửa, thường xuyên chửi thề. Họ cho rằng nguyên nhân xuất phát từ việc ông bị chấn thương đầu những năm 20 tuổi.

## Tài năng nở rộ
Patton có trận chiến đầu tiên vào năm 1915 khi chỉ huy quân kỵ binh tấn công Pancho Villa ở pháo đài Bliss, giáp biên giới Mexico. Năm 1916, ông hỗ trợ John Pershing trong Lực lượng Viễn chinh Mỹ ở Mexico. Ông  gây tiếng vang lớn với John nhờ bắn chết chỉ huy đối phương là Julio Cardenas. Sau đó, Patton được thăng lên chức đại úy và được phép dẫn dắt quân sau khi John rời Mexico.
Năm 1917 trong Thế chiến I, Patton là sĩ quan đầu tiên được giao chỉ huy Quân đoàn tăng Viễn chinh Mỹ mới thành lập. Xe tăng được xem là một vũ khí hiệu quả ở chiến trường Cambrai và Patton đã chớp thời cơ học hỏi kĩ thuật tác chiến mới mẻ này. Sau này, ông được xem là một trong những vị tướng đánh tăng hay nhất lịch sử.
Ông xây dựng trường dạy tăng ở Bourg, Pháp và huấn luyện lính tăng Mỹ lái xe tăng Pháp. Chiến dịch quy mô đầu tiên của ông là ở St.Mihiel năm 1918. Ông bị thương trong trận Meuse-Argonne sau đó và được trao huân chương Danh dự vì chỉ huy quân đoàn tăng một cách xuất sắc.

## Thế chiến 2
Sau khi quân Đức và Liên Xô xâm lược Ba Lan và Thế chiến II nổ ra, Mỹ tích cực chuẩn bị vũ khí, binh lực cho cuộc chiến trường kỳ. Khi tướng Adna Chaffee không giữ chức chỉ huy Tập đoàn quân Vũ trang số 1, Patton trở thành người quan trọng nhất thiết kế các học thuyết vũ trang của Mỹ.
Tháng 12.1940, ông chỉ huy cuộc tập trận lên tới 1.000 xe tăng từ bang Georgia tới Florida rồi quay trở lại. Một tháng sau, Patton lại diễn tập hơn 1.300 xe quân sự để tìm ra đấu pháp phù hợp nhất trên chiến trường.

### Chiến dịch Bắc Phi
Tướng Patton được giao nhiệm vụ giúp đỡ quân Đồng Minh chiếm Bắc Phi trong “Chiến dịch ngọn đuốc” mùa hè năm 1942. Patton chỉ huy Lực lượng Nhiệm vụ phía Tây gồm 33.000 quân, 100 tàu chiến tập trung ở Casablanca, Morocco. Ngày 8.11.1942, quân của Patton đổ bộ và bị quân Vichy Pháp chống trả quyết liệt. Sau đó, Patton kí hiệp ước hòa đàm với tướng Charles Nogues.
Vua Morocco quá ấn tượng trước tài năng của Patton nên đã trao cho ông huân chương Ouissam Alouite với dòng chữ “Con sư tử ở trong hang cũng phải run lên khi thấy vị tướng này”. Patton cũng chỉ huy lực lượng Đồng minh biến Casablanca thành một quân cảng, chuẩn bị tốt hơn cho Thế chiến II.
Tháng 3.1943, Mỹ bị Quân đoàn Châu Phi của thống chế Erwin Rommel đánh bại trong trận Kasserine Pass. Patton được điều động thay thiếu tướng Lloyd Fredendall trong vai trò tổng chỉ huy Quân đoàn II và được phong lên hàm trung tướng. Vừa nhận nhiệm vụ mới, Patton được yêu cầu chiến đấu chỉ trong 10 ngày.
Để giải quyết một đội hình vừa thua trận và ý chí bạc nhược, ông yêu cầu thay đổi tức thì trong hàng ngũ. Patton ra lệnh cho tất cả các tướng tá ăn mặc sạch sẽ, tắm giặt mỗi ngày, luyện tập trong 10 ngày liên tiếp và yêu cầu kỉ luật tối đa. Ông liên tục gặp các binh sĩ và động viên họ chiến đấu. Patton khen thưởng tối đa và phạt rất nặng những binh lính vi phạm.
Những bài tập cật lực của Patton đã chứng minh hiệu quả. Ngày 17.3, Quân đoàn Bộ binh số 1 chiếm được thành phố Gafsa, chiến thắng trận El Guettar và đẩy lui liên quân Đức-Italia hai lần. Quân Đồng minh sau đó tiến vào Gabes và quân Đức quốc xã bỏ chạy tán loạn. Ông giao quyền chỉ huy Quân đoàn II cho tướng Bradley và quay trở lại Casablanca nhằm xây dựng kế hoạch cho chiến dịch Husky để xâm lược Sicily (Italia).

### Cú lừa ngoạn mục
Bộ Tổng chỉ huy Đức quốc xã tôn trọng Patton hơn tất cả các tướng tá khác trong quân Đồng minh và xem ông là con át chủ bài trên chiến trường. Do biết được điều này, Patton đã có một cú lừa ngoạn mục quân Đức đầu năm 1944. Quân Đồng minh lừa Đức rằng Patton sẽ là chỉ huy của chiến dịch xâm lược Pas de Calais (Pháp). Một nhóm quân Đồng minh được dồn tới đây nhằm ngụy trang cho ý đồ thực sự của Patton là tấn công Normandy.
Patton trong thời gian “lừa” quân Đức, ông hầu như không để lộ hành tung và khiến Đức tin rằng mình đang ở Dover (Anh). Đồng thời, Patton đang tích cực huấn luyện cho Quân đoàn III. Kết quả, quân Đức dồn phần lớn lực lượng ở Pas de Calais để nghênh đón Patton tấn công trong khi quân Đồng minh ồ ạt đổ bộ vào bãi biển Normandy ngày 6.6.1944.

### Giải cứu trung tá John K. Waters
Đến tháng 3/1945, Patton là chỉ huy Tập đoàn quân số 3 của Mỹ, đảm nhiệm cánh phải của lực lượng Đồng minh vượt sông Rhine tiến đánh nước Đức. Trại tù binh Oflag XIII-B ở Hammelburg, được cho là nơi giam giữ con rể ông, trung tá John K. Waters, nằm cách đó khoảng 80 km, sâu đằng sau chiến tuyến của quân Đức.
Ngay khi được lệnh chuyển hướng tấn công sang phía bắc, Patton đã lên kế hoạch tập kích trại tù binh này với lý do lo ngại tù binh Mỹ bị hành quyết, bất chấp các sĩ quan thuộc quyền phản đối. Patton quyết định thành lập một đội đặc nhiệm tinh nhuệ để tiến hành nhiệm vụ giải cứu các tù binh ở  Hammelburg. Ông còn cử thiếu tá Alexander Stiller, trợ lý thân cận của mình, đi theo đội đặc nhiệm để nhận dạng Waters.
Các sĩ quan thuộc quyền của tướng Patton lên tiếng phản đối kế hoạch, cho rằng trận tập kích là quá liều lĩnh và không cần thiết. Khi biết không thể ngăn cản Patton, họ đề xuất sử dụng lực lượng cỡ trung đoàn để thực hiện trận tập kích, nhưng tướng Patton chỉ đồng ý triển khai một tiểu đoàn khoảng 300 binh sĩ cùng một số xe tăng hạng trung và hạng nhẹ.
Đội đặc nhiệm Baum (TFB) gồm 300 lính do đại úy Abraham Baum, sĩ quan dày dạn kinh nghiệm của Sư đoàn thiết giáp số 4, được thành lập để tấn công vào Hammelburg, nhằm giải cứu khoảng 300 sĩ quan Mỹ bị giam giữ tại đây.
Trại tù binh Oflag XIII-B lúc này đang trong mùa đông lạnh giá. Điều kiện thiếu thốn đến mức các tù bình thường xuyên bị bỏ đói, nhiều người không đủ sức bước đi. Waters mới bị chuyển đến trại này hồi đầu tháng 3/1945 sau hành trình dài 547 km từ một trại khác ở Ba Lan.
Tối ngày 26/3, đội đặc nhiệm TFB lên đường thực hiện nhiệm vụ giải cứu với 303 lính, 11 sĩ quan, 16 xe tăng, 28 xe bán tải chở quân, 13 xe jeep và các loại xe nhỏ khác. Họ chỉ có vài tấm bản đồ và không biết địa điểm chính xác của trại tù binh. Điều này khiến đội phải mò mẫm tìm đường trong đêm, đồng thời hỏi đường người dân địa phương.
Quân Đức nhanh chóng nhận ra sự hiện diện của đội quân này. Cho rằng đây là mũi tiên phong trong một cánh quân lớn của Mỹ thọc sâu vào lãnh thổ, quân Đức nhanh chóng triển khai lính và xe thiết giáp để săn lùng đội đặc nhiệm và thiết lập thế trận phòng thủ.
Đội đặc nhiệm của Baum đụng độ ngày càng nhiều các toán lính Đức trên đường đi. Đến chiều ngày 27/3, họ đến gần trại tù Oflag-XIII-B với chỉ khoảng một nửa quân số đủ sức chiến đấu, số còn lại đã chết, bị thương hoặc kiệt sức sau những trận giao tranh ác liệt với quân Đức.
Đội đặc nhiệm Mỹ vẫn tấn công trại tù theo kế hoạch. Do nhầm tưởng tù binh Serbia mặc quân phục màu xám là lính Đức, họ đã xả đạn làm nhiều tù binh thiệt mạng. Tướng Đức chỉ huy trại tù binh nhanh chóng nhận ra việc bị áp đảo về quân số và mục đích cuộc tấn công nên đề nghị đưa Waters ra đàm phán. Khi Waters và một số tù binh khác tiến về phía lực lượng Baum, một lính canh Đức không nắm được tình hình đã bắn vào mông Waters.
Baum nhận thấy không thể đưa hết số tù binh được giải cứu về lãnh thổ Đồng minh nên ưu tiên giải cứu các sĩ quan cấp cao, để các tù binh còn lại lựa chọn hành quân cùng họ hoặc tự lo liệu. Hầu hết tù nhân do quá kiệt sức nên xin được ở lại. Bản thân Waters cũng không đủ sức di chuyển và phải để các bác sĩ quân y chữa trị.
Baum dẫn đầu đội hình hành quân về khu vực an toàn trong đêm tối. Đoàn xe hiếm khi bật đèn vì lo sợ quân Đức phát hiện, các xe cũng thường xuyên phải tắt máy để giữ im lặng khi ẩn náu. Lính Đức còn sử dụng xe tăng Sherman thu được của Mỹ và cố tìm cách liên lạc bằng tiếng Anh qua radio để khiến đội đặc nhiệm bộc lộ vị trí.
Nhiên liệu cạn dần, Baum buộc phải ra lệnh cho đoàn xe dừng lại cho đến khi trời sáng để dễ định hướng di chuyển. Tuy nhiên,trong lúc quân Mỹ chờ đợi, lực lượng Đức đã bao vây xung quanh.
Rạng sáng ngày 28/3, khi đội hình hành quân chuẩn bị lên đường, tiếng súng vang lên từ mọi hướng. Tất cả đều thất thủ chỉ sau vài phút ngắn ngủi. Baum bị trúng đạn ở đùi và bị đưa trở lại trại tù Oflag-XIIIB cùng Waters và nhiều người khác. Tổng cộng có 32 lính Mỹ thiệt mạng trong lúc giao tranh, 247 người bị thương, mất tích hoặc bị bắt làm tù binh. Chỉ 35 người trong đội đặc nhiệm tìm được đường trở về đơn vị.
Dù trận tập kích thất bại, đội đặc nhiệm của Baum đã chọc thủng một phần phòng tuyến Đức, tạo điều kiện cho quân Mỹ tiến vào chiếm thêm lãnh thổ và đẩy nhanh đà tiến công. Ngoài ra, nhiệm vụ giải cứu này đã khiến quân Đức bị đánh lạc hướng, cho phép Quân đoàn 3 của Patton chuyển hướng tấn công sang phía bắc và giành nhiều thắng lợi.
Do liên tục thất thủ trên chiến trường, Đức buộc phải di tản nhà tù Oflag XIII-B, bỏ lại phía sau những người không thể đi lại, trong đó có Baum và Waters. Ngày 6/4,  lực lượng Mỹ đã giải phóng nhà tù Oflag XIII-B, cứu được Baum và Waters.
Đại úy Baum sau đó được tướng Patton trao Huân chương Chữ thập vì đã chỉ huy cuộc tập kích. Bất cứ hình thức khen thưởng cao hơn nào đều cần phải điều tra thành tích, trong khi tướng Patton lại muốn giữ kín chiến dịch đầy liều lĩnh này. Con rể Waters của ông sau này trở thành một viên tướng trong quân đội Mỹ.

### Tấn công Đức
Sau khi đổ bộ vào Normandy, quân Đồng minh thiệt hại nặng nhưng cũng khiến quân Đức thua chạy tan tác. Patton đã dồn Sư đoàn Bộ binh 94 vượt sông Saar bất chấp lời can ngăn của các sĩ quan chỉ huy khác. Sử gia Charles Whiting cho rằng kế sách này của Patton là không cần thiết trong tình cảnh Đức bỏ chạy.
Từ ngày 29.1 đến 22.3.1945, Tập đoàn quân số III chiếm được Trier, Coblenz, Bingen, Worms, Mainz, Kaiserslautern và Ludwigshafen, giết và làm bị thương hơn 99.000 quân Đức, bắt sống hơn 140.000 tù binh.  Một trong những câu chuyện về sự hài hước của tướng Patton chính là việc chiếm được Trier. Trước đó, bộ tổng chỉ huy cho rằng cần tới 4 sư đoàn mới chiếm giữ thành công Trier. Khi thông điệp tiến công được gửi cho Patton, ông đáp: “Trier đã thất thủ chỉ với 2 sư đoàn. Chúng tôi có cần trả lại vì làm trái kế hoạch không?”.
Tới tháng 4, sự kháng cự của quân Đức trước Tập đoàn quân số III trở nên quá yếu ớt. 400.000 quân Đức bị bắt khi cố chống trả quân Đồng minh. Cũng trong thời điểm này, Patton được phong làm đại tướng.
Trong thời gian hành quân từ Rhine tới Elbe, Tập đoàn quân số III của Patton với hơn 300.000 lính chiếm giữ hơn 84.000 km2 đất trong lãnh thổ Đức. Tổng cộng có 2.102 lính Mỹ bị giết, hơn 7.900 người bị thương và 1.600 người mất tích. Quân Đức bị tiêu diệt 20.100 tên, bị thương 47.700 tên và hơn 650.000 lính bị bắt giữ.
Cho tới khi Thế chiến II thực sự kết thúc, Tập đoàn quân số III của Patton chiến đấu tổng cộng 281 ngày. Thời gian này, quân của đại tướng Patton vượt qua 24 sông lớn, giải phóng 211.000 km2 đất, bao gồm 12.000 thị trấn, làng mạc.
Tập đoàn quân số III đã giết hại, làm bị thương hoặc bắt giữ hơn 1,8 triệu lính Đức, gấp 6 lần số lượng quân của lực lượng này. Kỉ lục về số lượng quân Đức và diện tích đất đai được giải phóng của Patton vẫn là vô tiền khoáng hậu trong lịch sử chiến tranh thế giới.
Trong một trong những chiến dịch thành công của mình, tướng Patton đã tuyên bố: “So với chiến tranh, mọi hình thức nỗ lực của con người đều trở nên nhỏ bé.”

## Cái chết và di sản
Tháng 12.1945, đại tướng Patton bị gãy cổ trong một tai nạn xe hơi gần thành phố Mannheim, Đức. Ông qua đời ở bệnh viện Heidelberg 12 ngày sau đó. Năm 1947, hồi ký của ông được xuất bản như một sự tưởng nhớ và vinh danh.
Tuy nhiên, sử gia Robert Wilcox trong cuốn “Nhắm bắn Patton” khẳng định vị tướng tài ba bậc nhất của quân đội Mỹ bị ám sát. Lí do Robert đưa ra là bởi Patton liên tục chỉ trích và chê bai quân Đồng minh.